# غار طابون
غار طابون یک غار است که در ذخیره‌گاه زیست‌کره نهال میروت، اسرائیل واقع شده و یکی از سایت‌های برجستهٔ تکامل انسان در کوه کرمل است. این منطقه در سال ۲۰۱۲ توسط یونسکو به عنوان محلی با ارزش جهانی شناخته شد. این غار همراه با سایت‌های نزدیک دیگر مانند غار الواد، غار جمال و غار اسکول بخشی از منطقه حفاظت‌شده نهال میروت و پارک ملی این منطقه است. این منطقه همچنین در فهرست میراث جهانی یونسکو قرار دارد.

## تاریخچه
غار طابون در دوره‌های پارینه‌سنگی زیرین و میانی، به‌صورت پراکنده سکونت‌گاه انسان بوده است. رسوبات ماسه، لای و خاک رس تا عمق ۲۵ متری در این غار انباشته شده‌اند که نشان‌دهنده یکی از طولانی‌ترین توالی‌های سکونت انسانی در منطقه شام است. در سال ۱۹۲۹، دوروتی گارود در طی ۲۲ ماه حفاری در این منطقه، توالی سکونت انسانی را در این غار و سایر سایت‌های اطراف کشف کرد. در همین حفاری‌ها، یسری، زنی از روستای محلی، جمجمه نئاندرتال موسوم به طابون ۱ را کشف کرد.

## رسوبات و ابزارها
رسوبات اولیه و پایین‌تر غار حاوی مقادیر زیادی ماسه دریایی است که نشان‌دهنده شرایط آب‌وهوایی گرم در آن زمان است. شواهد به دست آمده حاکی از آن است که در آن دوره خط ساحلی مدیترانه عقب‌تر از موقعیت کنونی بوده و دشت‌های ساحلی پوشیده از گیاهان ساوانا بودند. ساکنان غار از تبرهای سنگی ساخته شده از چخماق و سنگ آهک برای شکار حیوانات مانند غزال، اسب آبی، کرگدن و گاو وحشی و همچنین برای جمع‌آوری ریشه گیاهان استفاده می‌کردند. با گذشت زمان، ابزارها پیشرفت کرده و تبرهای دستی کوچک‌تر و با شکل بهتر و خراشنده‌هایی از تراشه‌های ضخیم چخماق برای جداسازی گوشت از استخوان‌ها و فرآوری پوست حیوانات ساخته شدند.

## تغییرات آب و هوایی و فرهنگ موستری
لایه‌های بالایی غار بیشتر از خاک رس و لای تشکیل شده‌اند که نشان‌دهنده تغییر به اقلیم سردتر و مرطوب‌تر است. در این دوره، خط ساحلی وسیع‌تر شده و جنگل‌ها و تالاب‌های متراکم دشت ساحلی را پوشانده بودند. بقایای این لایه‌ها به فرهنگ موستری (حدود ۲۰۰٬۰۰۰ تا ۴۵٬۰۰۰ سال پیش) تعلق دارد. ابزارهای سنگی کوچک ساخته شده از تراشه‌های نازک چخماق که با تکنیک لوالوآ ساخته شده‌اند، در این لایه‌ها غالب هستند. ابزارهای موستری شامل تراشه‌های بلند و ابزارهایی برای خراشیدن، بریدن و اره کردن بودند.

## کشفیات و یافته‌های دیگر
حفاری‌های آرتور جلینک بین سال‌های ۱۹۶۷ تا ۱۹۷۲ در غار طابون بیش از ۱۹۰۰ تبر دستی کامل و جزئی را شناسایی کرد که بیشتر آنها به صنایع آشولی متأخر و یابرودی نسبت داده می‌شوند. همچنین، تعداد زیادی استخوان گوزن در لایه‌های بالایی غار کشف شده که ممکن است به دلیل وجود دهانه‌ای شبیه به دودکش در پشت غار باشد که به عنوان تله طبیعی عمل می‌کرده است. فسیل‌هایی از جمله یک اسکلت زن تقریباً کامل (طابون C1) و یک فک (طابون C2) نیز در این غار یافت شده‌اند. علاوه بر این، سنگی به قدمت ۳۵۰٬۰۰۰ سال در غار کشف شد که احتمالاً توسط انسان‌تباران برای سایش سطوح استفاده می‌شده است.